# Poecilochlora
Poecilochlora is een geslacht van vlinders van de familie spanners (Geometridae), uit de onderfamilie Geometrinae.

## Soorten
- P. heterograpta Warren, 1904
- P. minor Warren, 1904